# Премія імені Василя Стефаника
Премія імені Василя Стефаника в галузі літератури, мистецтва, архітектури та журналістики — є найвища в Івано-Франківській області відзнака, яку присуджує Івано-Франківська обласна державна адміністрація місцевим авторам.
Премією відзначають твори літератури, мистецтва, архітектури та журналістики, що є духовними набутками українського народу, утверджують високі гуманістичні ідеали, збагачують історичну пам'ять народу, його національну свідомість та самобутність, спрямовані на державотворення і демократизацію українського суспільства.
Премію присуджують авторові чи виконавцеві один раз. Премію можуть присуджувати посмертно.
Особі, відзначеній премією, вручають Диплом «Лауреат премії імені Василя Стефаника», Почесний знак лауреата та грошову винагороду.

## Номінації
На здобуття премії висуваються твори літератури, журналістики, праці з українознавства, музики, образотворчого та народного мистецтва, кіно- і телефільми, театральні вистави, концертні програми, що опубліковані (оприлюднені) в завершеному вигляді протягом останніх двох років.
Премія імені Василя Стефаника щорічно встановлюється з таких номінацій:
- література (поезія, проза, драматургія, гумор і сатира, художній переклад, літературна критика, літературознавство);
- публіцистика і журналістика (книги, теле- та радіопрограми, публікації у періодиці);
- музична творчість;
- архітектура і дизайн;
- образотворче та декоративно — прикладне, народне мистецтво;
- українознавство — (праці з народознавства, краєзнавства, історії, мистецтвознавства, фольклористики та етнографії);
- театральне мистецтво, концертно-виконавська діяльність.

Одна премія в номінації література (новела) встановлюється і для осіб, які проживають за межами області і України.
Розміри премії визначаються щороку обласною державною адміністрацією.

## Висунення кандидатів
Висунення кандидатів на здобуття премії проводиться творчими спілками, об'єднаннями, товариствами, громадськими організаціями мистецького та просвітницького спрямування, управлінням культури облдержадміністрації, управлінням містобудування та архітектури облдержадміністрації, навчальними, мистецькими закладами, видавництвами, редакціями газет та журналів й ін.
Від імені творчих організацій, закладів, установ висунення здійснюють їх президії, колегії, ради тощо.

## Лауреати премії
Лауреати 2016
- Михайло Батіг за книгу «Сад білих тіней»
- Любомир Михайлів за книги поезій «Йшли батальйони на Схід», «Сонячні бджоли», «Як маків цвіт»
- Роман Горак за художньо-есеїстичне видання «Василь Стефаник»
- Богдан Кіндратюк за монографічне дослідження «Дзвонарська культура України»

Лауреати 2015
- Микола Лесюк за книгу-монографію «Становлення і розвиток української літературної мови в Галичині» (2014)[1].

Лауреати 2014 року
- Ольга Деркачова за роман «Крамниця щастя» (2013)
- Любомир Стринаглюк за збірку віршів «Бентежні видива» (2012)
- Марта Хороб за працю «Грані художнього буття: нариси з української літератури ХХ століття» (2013)[2].

Лауреати 2013 року
- Марія Вайно за книги «Шкіци на одвірках» (2011) та «Станіславські фрески» (2012).
- Ярослав Ясінський за збірку віршів «Ордалія» (2012)[3].

Лауреати 2012 року
- Ярослав Ткачівський за прозові твори «Неділя всепрощення», „До моря їхали", „Пісня на порозі Раю"
- Анна Космач за поетичну збірку «Не буде так»
- Микола Васильчук за книжку «Профілі»

Лауреати 2011 року
- Ольга Слоньовська за книгу поезій «Пектораль»
- Василь Ганущак за книгу «На бурунах часу»
- Василь Харитон за книгу «Покутяни»

Лауреати 2010 року
- Марія Ткачівська за книгу «Тримай мене, ковзанко»
- Василь Рябий за книгу «Віно коконіВ»

Лауреати 2009 року
- Василь Бабій за книгу «Королеви європейських престолів»
- Василь Нагірняк за книгу «Во Славу Золотого Тризуба»
- Роман Піхманець за книгу «Іван Франко і Василь Стефаник: Взаємини на тлі доби»

Лауреати 2008 року
- Лук'ян Вардзарук за двотомне видання «Реабілітовані історією. Івано-Франківська область»

Лауреати 2007 року
- Неоніла Стефурак за збірку поезій «Душа»
- Степан Хороб за збірки наукових праць

Лауреати 2006 року
- Олександр Смоляк за книгу прози «У часи не-Батиєві»
- Єген Баран за серію публікацій в 2004-2005 рр.

Лауреати 2005 року
- Дмитро Юсип за книгу «Норовистий кінь Посейдона»
- Василь Добрянський за книгу «Велика Сикавицька війна»
- Анатолій Онишко за книгу перекладів Едґара По «Ельдорадо»

Лауреати 2004 року
- Нестор Чир за книгу «Калиновий спалах»
- Марія Дзюба за книгу «Укриті небом»
- Володимир Баран за книгу «Михайло Зорій»

Лауреати 2003 року
- Мирослав Аронець за книгу «Поезія»
- Степан Процюк за книгу Інфекції

Лауреати 2002 року
- Василь Лесів «Столике сонце»
- Михайло Андрусяк за книгу «Брати грому»

Лауреати 2001 року
- Надія Дичка за збірку поезій «Тебе любити піснею небес»
- Володимир Грабовецький за книгу «Нарис історії Княгинина»

Лауреати 2000 року
- Микола Яновський за новели «Далеке сяйво», «Срібна куля», «Міна», «Зубач», «Хрещений»
- Богдан Радиш за збірку поезії «Притчі»
- Василь Ґрещук, Кононенко Володимир за наукові розвідки у 1999 році.

Лауреати 1999 року
- Галина Турелик за добірку віршів «Світлотіні старих світлин»
- Павло Добрянський за гумористичну повість «Веселий аптекар»
- Володимир Полєк за наукове дослідження «Українська література у зарубіжній критиці і перекладах»

Лауреати 1998 року
- Степан Пушик за збірку поезій «Хмаролом»
- Богдан Бойко за повість «По голови... По голови...», нарис «Великдень в Україні»
- Калина Ватаманюк за збірку нарисів «Від лиця Твого, Господа, судьба моя іде...»